# Кортино (Калязінський район)
Кортино (рос. Кортино) — присілок в Калязінському районі Тверської області Російської Федерації.
Населення становить 36 осіб. Входить до складу муніципального утворення Нерльське сільське поселення.

## Історія
Від 2005 року входило до складу муніципального утворення Нерльське сільське поселення.

## Населення
| 2008 | 2010 |
| ---- | ---- |
| 45   | ↘36  |